# Castelnau-de-Montmiral
Castelnau-de-Montmiral is een gemeente in het Franse departement Tarn (regio Occitanie) en telt 895 inwoners (1999). De plaats maakt deel uit van het arrondissement Albi. Castelnau-de-Montmiral is lid van Les Plus Beaux Villages de France.

## Geografie
De oppervlakte van Castelnau-de-Montmiral bedraagt 91,0 km², de bevolkingsdichtheid is 9,8 inwoners per km².
De onderstaande kaart toont de ligging van Castelnau-de-Montmiral met de belangrijkste infrastructuur en aangrenzende gemeenten.

## Demografie
Onderstaande figuur toont het verloop van het inwonertal (bron: INSEE-tellingen).